# Guvernementet Kutaisi
Guvernementet Kutaisi var ett ryskt guvernement i generalguvernementet Kaukasus i Transkaukasien, vid östra stranden av Svarta havet, 1846-1917. Det hade en yta på 21 093 km² och 970 400
invånare (1897).
Guvernementet var mycket bergigt, i norr fyllt av Kaukasusbergen, i öster av Meskiska bergen, i väster av utlöpare från det armeniska höglandet. Större slätter fanns blott i Rionis bäcken. Den sydvästra delen var fruktbarast. Skogarna upptog över 1,6
miljoner hektar. Av mineral förekom stenkol, mangan,
bly, silver och koppar jämte marmor och eldfast lera, likaledes varma och kalla mineralkällor.
Befolkningen var huvudsakligen georgier, jämte abchaser, turkar,
armenier, ryssar m. fl. Flertalet tillhörde den grekisk-ortodoxa kyrkan.
Jordbruket lämnade företrädesvis
majs och vin, men även tobak, bomull och te; mycket trävaror exporterades. Kutaisis nötkreatur, hästar, åsnor
och mulåsnor var berömda. De viktigaste hamnstäderna är Suchumi, Poti, Batum.